# Erin Karpluk
Erin Karpluk (nacida el 17 de octubre de 1980) es una actriz canadiense conocida por interpretar a Erica Strange en Being Erica y Kate en Godiva.

## Vida y carrera
Erin Karpluk nació en Jasper (Alberta), de madre directora de instituto de secundaria y padre ingeniero de ferrocarriles. Su familia es de ascendencia ucraniana. Se especializó en teatro en la Universidad de Victoria y recibió una licenciatura de Bellas Artes en 2000. Comenzó su carrera como actriz en Vancouver, y entre 2000 y 2005, apareció en más de una docena de películas y series de televisión antes de protagonizar el papel de Kate en Godiva. Su trabajo durante este período incluyeron "La Voz de Sylan" en el último episodio de Dark Angel y loa película para TV Family Sins. También actuó en una serie de televisión de breve duración llamada Glory Days en 2002. En 2004, apareció en The Legend of Terramar y actuó como asesina en serie en Ripper 2. Posteriormente obtuvo una nominación para la primera temporada de Godiva y una nominación Gemini 2006, por Mejor actuación de una actriz en un papel dramático principal. Desde Godiva, Karpluk ha seguido trabajando en la televisión y en cortometrajes. 
En 2007 apareció en Bionic Woman, Flash Gordon y The L Word. También tuvo un papel protagonista en una película para televisión de 2008, Smokejumpers, dirigida por John Terlesky. Karpluk protagonizó la serie de televisión de CBC Being Erica. Se le ofreció el papel principal de Erica Strange cuando ella estaba trabajando en Los Ángeles en The L Word. En 2009, ganó el premio Gemini a la Mejor Actuación de una Actriz en un papel protagónico. También llegó a tener un papel recurrente como Alice, la gerente de la estación de radio, durante la primera temporada de Life Unexpected, en el canal The CW. Su única aparición en la segunda temporada fue al final de la serie, debido a un conflicto de programación resultante de la serie Being Erica en su tercer año.

## Filmografía

### Películas
| Año  | Título                                       | Rol                | Notas        |
| ---- | -------------------------------------------- | ------------------ | ------------ |
| 2002 | A Celebration of the Life of Simon Steveston | Andrea             | Cortometraje |
| 2004 | Ripper 2: Letter from Within                 | Molly Keller       |              |
| 2006 | Almost Heaven                                | Catherine          |              |
| 2006 | Echoes of an Epic                            | Jody               | Cortometraje |
| 2006 | Love and Other Dilemmas                      | Lucy Ladro         |              |
| 2007 | Mrs. Wethersby's Treasure                    | Sarah Paulson      | Video corto  |
| 2009 | Wyvern                                       | Claire             |              |
| 2011 | Rise of the Damned                           | Mandy              |              |
| 2013 | Assault on Wall Street                       | Rosie Baxford      |              |
| 2013 | Objetivo: El presidente                      | Ellen              |              |
| 2014 | The Portal                                   | Kim                | Cortometraje |
| 2014 | Reasonable Doubt                             | Rachel Brockden    |              |
| 2017 | Concrete Evidence: A Fixer Upper Mystery     | Jennifer Hennessey |              |
| 2017 | Framed for Murder: A Fixer Upper Mystery     | Jennifer Hennessey |              |
| 2018 | Deadly Deed: A Fixer Upper Mystery           | Jennifer Hennessey |              |

### Televisión
| Año           | Título                         | Rol                | Notas                                                                                  |
| ------------- | ------------------------------ | ------------------ | -------------------------------------------------------------------------------------- |
| 2002          | Carrie                         | Madeline           | Película para televisión                                                               |
| 2002          | Dark Angel                     | Gem / X-5          | Episodio: "Freak Nation"                                                               |
| 2002          | Glory Days                     | Cal Henries        | Rol recurrente                                                                         |
| 2002          | Jeremiah                       | Sadie              | Episodio: "The Bag"                                                                    |
| 2002          | Taken                          | Sarah              | Episodio: "Acid Tests"                                                                 |
| 2003          | The Dead Zone                  | Maddy Powers       | Episodio: "Misbegotten"                                                                |
| 2003          | Maximum Surge                  | Zoey               | Película para televisión                                                               |
| 2004          | Earthsea                       | Diana              | Miniserie                                                                              |
| 2004          | Eve's Christmas                | Mandy              | Película para televisión                                                               |
| 2004          | Family Sins                    | Carol Geck         | Película para televisión                                                               |
| 2004          | It Must Be Love                | Tess Gazelle       | Película para televisión                                                               |
| 2004          | The Reality of Love            | Nikki              | Película para televisión                                                               |
| 2004          | 10.5                           | Rachel             | Miniserie                                                                              |
| 2005          | Killer Instinct                | Robin              | Episodio: "Pilot"                                                                      |
| 2005–2006     | Godiva's                       | Kate               | Rol principal                                                                          |
| 2006          | Men in Trees                   | Amanda             | Episodio: "New York Fiction: Part 1"                                                   |
| 2006          | Supernatural                   | Monica             | Episodio: "Salvation"                                                                  |
| 2007          | Bionic Woman                   | Robin              | Episodios: "Paradise Lost", "The Education of Jaime Sommers"                           |
| 2007          | Flash Gordon                   | Dr. Debra Peterson | Episodio: "The Sorrow"                                                                 |
| 2007          | Judicial Indiscretion          | Jennifer           | Película para televisión                                                               |
| 2007          | Luna: Spirit of the Whale      | Jill Mackay        | Película para televisión                                                               |
| 2007          | Snowglobe                      | Claire             | Película para televisión                                                               |
| 2007          | Termination Point              | Allison Curran     | Película para televisión                                                               |
| 2008          | The Guard                      | Robyn              | Episodios: "Zero Footprint", "Sounds of Loneliness"                                    |
| 2008          | The L Word                     | Susan / Alysse     | Episodios: "Lookin' at You, Kid", "Lunar Cycle", "Loyal and True"                      |
| 2008          | Trial by Fire                  | Chelsea            | Película para televisión                                                               |
| 2009          | Mrs. Miracle                   | Reba Maxwell       | Película para televisión                                                               |
| 2009          | Revolution                     | Connie             | Película para televisión                                                               |
| 2009          | Wyvern                         | Claire             | Película para televisión                                                               |
| 2009–2011     | Being Erica                    | Erica Strange      | Rol principal                                                                          |
| 2010–2011     | Life Unexpected                | Alice              | Rol recurrente                                                                         |
| 2011          | Captain Starship               | Candace            |                                                                                        |
| 2011          | Christmas Lodge                | Mary               | Película para televisión                                                               |
| 2011          | Flashpoint                     | Ava Logan          | Episodio: "Thicker Than Blood"                                                         |
| 2012–2013     | Delete                         | Jesse White        | Episodios: "1.1", "1.2"                                                                |
| 2013          | Jack                           | Alison             | Película para televisión                                                               |
| 2013          | Layla & Jen                    | Jen                |                                                                                        |
| 2013          | The Listener                   | Dr. Laura Gray     | Episodio: "Fatal Vision"                                                               |
| 2013          | Out of Reach                   | Lynn Conner        | Película para televisión                                                               |
| 2013          | Republic of Doyle              | Dr. Wedgewood      | Episodio: "Blood Work"                                                                 |
| 2013          | Saving Hope                    | Sonja Sullivan     | Episodios: "I Watch Death", "Defense", "All Things Must Pass", "Vamonos", "Wide Awake" |
| 2013          | Supernatural                   | Robin              | Episodio: "Bad Boys"                                                                   |
| 2014          | Killer Women                   | Sue Ellen Tucker   | Episodio: "Daughter of the Alamo"                                                      |
| 2014–2015     | Rookie Blue                    | Juliet             | Rol recurrente                                                                         |
| 2015          | Riftworld Chronicles           | Kim                | Serie web                                                                              |
| 2016          | Masters of Sex                 | Darleen Connolly   | Rol recurrente                                                                         |
| 2016          | Slasher                        | Heather Peterson   | Rol recurrente                                                                         |
| 2017          | Criminal Minds: Beyond Borders | Diane Curry        | Episodio: "Made in"                                                                    |
| 2018          | Christmas Cupcakes             | Kim Remo           | Película para televisión                                                               |
| 2018          | The Black Widow Killer         | Judy Dwyer         | Película para televisión                                                               |
| 2018–presente | Holly Hobbie                   | Katherine Hobbie   | Rol principal                                                                          |
| 2019          | All My Husband's Wives         | Alison             | Película para televisión                                                               |
| 2019          | The Magical Christmas Shoes    | Kayla Hummell      | Película para televisión                                                               |
| 2019          | Slasher: Solstice              | Kaili Greenberg    | Rol principal                                                                          |
| 2019          | 9-1-1                          | Pepper             | Episodio: "Christmas Spirit"                                                           |
| 2019          | New Year's Kiss                | Kelly              | Película para televisión                                                               |
| 2020          | 9-1-1: Lone Star               | Pepper             | Episodio: "Bum Steer"                                                                  |
| 2021          | Debris                         | Mariel Caldwell    | Episodios: "Asalah", "A Message from Ground Control"                                   |